# Synagogue de Nordhausen (1845-1938)
La synagogue de Nordhausen, inaugurée en 1845, a été détruite en 1938 lors de la nuit de Cristal comme la plupart des autres lieux de culte juif en Allemagne.
Nordhausen est une ville allemande de l'arrondissement de Nordhausen dans le Land de Thuringe. La ville compte actuellement un peu moins de 42 000 habitants.
Fin août 1943, pendant la Seconde Guerre mondiale, les nazis installent dans son voisinage immédiat le camp de concentration de Nordhausen-Dora,  initialement camp annexe du camp de concentration de Buchenwald. Quelque 60 000 personnes y travaillèrent dont 20 000 périrent en raison des conditions de travail inhumaines.  

## Histoire de la communauté juive

### La communauté au Moyen Âge
Une communauté juive existe dès le Moyen Âge dans l'ancienne ville impériale de Nordhausen. En 1290, Rodolphe de Habsbourg décide que les Juifs habitant à Nordhausent doivent payer au roi un impôt dont le montant sera défini par les citoyens de la ville. Les Juifs habitent dans la Judenstrasse (rue aux Juifs) où est aussi située  la synagogue. Le cimetière juif se trouve en dehors de la ville, à Frauenberg. Les Juifs de Nordhausen vivent principalement du prêt d'argent.  
La communauté est détruite lors des persécutions antisémites pendant la peste noire. D'après un vieux livre de prières de Worms, les Juifs auraient été début mai 1349, brulés dans leur cimetière à l'initiative du margrave Frédéric II de Misnie. Parmi les martyrs se trouverait le rabbin de l'époque Jakob,. 
Les biens des Juifs assassinés sont offerts par le roi au bailli impérial de Nordhausen, le comte Heinrich d'Hohnstein et Sangerhausen, ainsi qu'aux comtes Heinrich et Gunther de Schwarzbourg. La ville acquiert alors de ceux-ci le Judengut (biens des Juifs) pour la somme de 400 marks d'argent. 
En 1350, dès la fin des persécutions, les Juifs peuvent de nouveau s'installer en ville. Après 1360, on compte quatre familles juives en ville, et au milieu du XVe siècle, environ six familles. Les familles juives vivent alors du prêt sur gage, jusqu'au milieu du XVe siècle où le conseil municipal leur interdise ce métier. Ils se spécialisent donc dans le commerce de chevaux, de linge et de draps. Les persécutions contre les Juifs reprennent lors des épidémies de peste en 1438/1439 et en 1447, date à laquelle, ils sont expulsés par le conseil municipal. Ils reviennent en ville entre 1450 et 1454, mais sont définitivement expulsés en 1559. À l'exception d'une courte période au XVIIe siècle, l'installation de Juifs à Nordhausen est interdite jusqu'au début du XIXe siècle.

### La communauté auXIXesiècleet auXXesiècleavant le nazisme
En 1808, la ville fait partie du royaume de Westphalie dépendant de l'empire napoléonien. L'installation des Juifs dans la ville est de nouveau possible. Le premier à s'y installer s'appelle Meyer Ilberg (ou Meyer Abraham). Au cours du siècle, le nombre de Juifs à Nordhausen va progresser rapidement par l'arrivée de Juifs en provenance principalement des communautés rurales d'Ellrich, Sülzhayn, Werna et Immenrode. En 1809, il y a 5 familles juives. En 1817, on compte 14 familles représentant 74 personnes. En 1825, on a environ 100 habitants juifs et en 1830, 165 répartis en 30 familles. En 1895, on obtient un maximum de 489 habitants juifs. Ce nombre va décroitre légèrement au début du XXe siècle. En 1900, ils ne sont plus que 474 et en 1910 on compte 452 habitants juifs.    
Dans la seconde moitié du XIXe siècle, de nombreux magasins de la Rautenstraße et de la  Töpferstraße sont détenus par des Juifs. Les Juifs sont propriétaires d'usine, commerçants, médecins, avocats, artistes, etc. et participent activement jusqu'au début des années 1930 au développement économique et culturel de la ville. Le Dr Oskar Cohn, avocat de profession est membre du SPD au Reichstag. En 1915, il vote contre l'octroi de crédits de guerre, et combat fermement contre la montée du nazisme. Il meurt en 1934, en exil en Suisse. Une rue porte actuellement son nom, la Oskar-Cohn-Straße.  
La communauté est fondée en 1813, avec comme premier président Meyer Abraham qui la dirigera jusqu'à sa mort en 1826. En plus de la synagogue, la communauté possède un centre communautaire inauguré en 1865, une école religieuse juive et un cimetière. Entre 1875 et 1925, un rabbin dirige les offices religieux. Il est en même temps enseignant et prédicateur. Pour l'aider, un enseignant, servant aussi de Hazzan et de Shohet est engagé.   
Lors de la Première Guerre mondiale, la communauté juive perd au front huit de ses membres, auxquels s'ajoutent six autres personnes nées à Nordhausen, mais habitant dans d'autres villes.   
En 1924, la communauté juive compte environ 450 personnes. Ses dirigeants sont le Dr Carl Stern, président de 1928 à 1931, et Mrs Louis Jonemann, Hermann Collin, Louis Kleimenhagen, Eli Neufeld et Oscar Blumenthal. Différentes commissions régissent la communauté: la commission d'entraide, dirigée par le Dr Stern; la commission scolaire dirigée par Hermann Collin; la commission de la cacherout dirigée par W. Katz; la commission des finances, sous la direction d'Eduard Mautnzer; celle de la construction sous la direction de Louis Kleimenhagen. Le Dr Alfred Levy est rabbin, prédicateur et enseignant. Samuel Seelig est Shohet ainsi qu'enseignant. Le rabbin Levy et Samuel Seelig donnent des cours à 30 enfants dans l'école religieuse de la communauté. En plus le rabbin Levy enseigne l'instruction religieuse dans les écoles secondaires de la ville. La communauté a engagé aussi un Shamess (bedeau), M. L. Altmann, et un gardien de cimetière, M. Petri.  
En 1932, les dirigeants de la communauté sont le Dr Gutmann, Hermann Collin et Louis Kleimenhagen. Samuel Seelig est toujours enseignant et Hazzan. Pendant l'année scolaire 1932-1933, 33 enfants fréquentent l'école religieuse.
La communauté possède plusieurs associations caritatives, culturelles et sportives : la Chewra Gemilus Chassidim (ou Chewra Kadischa, société du dernier devoir), fondée en 1861, dirigée en 1924 par Emil Hirsch et en 1932 par H. Hecht, avec 80 membres, chargés de l'aide aux familles endeuillées et aux malades ; le Israelitischer Frauenverein (association israélite des femmes), fondée en 1848, forte de 114 membres, avec à sa tête en 1924 Mme Jos. Warburg et en 1932 Mme Lora Herzfeld. Elle vient en aide aux malades, aux sans-emplois et aux pauvres. Une section locale de la Centralverein (association de Juifs d'Allemagne) sous la présidence en 1924 du Dr Stern, avec 85 membres; une section locale de la Hilfsvereins (association mutualiste) dirigée en 1924 par Willy Eisner et forte de 70 membres; une Synagogengesangverein (association de la chorale de la synagogue) sous la direction en 1924 de Heinrich Pinthus, avec 30 membres; une Zionistische Ortsgruppe (section locale sioniste) de 25 membres, dirigée en 1924 par Mme E. Pinthus; un Deutsch-jüdische Jugendgruppe (groupe de la jeunesse juive allemande) dirigé en 1924 par Kurt Kleimenhagen, avec 35 participants; une association contre l'antisémitisme dirigée en 1924 par Mr. Häberlein avec 160 adhérents; la Jacob-Plaut-Loge U.O.B.B (Loge du B'nai B'rith), présidée en 1924 par Heinrich Pinthus et en 1932 par l'avocat Dr Frohnhausen, avec 75 membres; et une Wanderfürsorge Verein (association d'aide aux migrants). La communauté possède une salle de lecture et une bibliothèque situées dans le centre communautaire inauguré en 1885, situé près de la synagogue, avec comme responsable le Dr A. Levy.

### La période nazie et la fin de la communauté
Après la Première Guerre mondiale, de nombreux actes antisémites sont commis, en même temps que la montée du nazisme. 
En 1933, à l'arrivée d'Hitler au pouvoir, 438 Juifs vivent à Nordhausen. Le 1er avril 1933, les nazis mettent en place le boycott des commerces et établissements juifs. Le journal Nordhäuser Allgemeine Zeitung décrit le déroulement de la journée : 
« Comme nous l'avions déjà annoncé, les SA et SS de Nordhausen ont fermé le matin à 10h00, tous les commerces et entreprises juifs, ainsi que les bureaux des avocats et médecins juifs. Après leur fermeture, des affiches rouges ont été placardées aux entrées avec le texte suivant : Fermés tant que les Juifs du monde n'arrêteront pas leur combat contre l'Allemagne en marche. Les SA et SS de Nordhausen. Toute la journée, des éléments SA et SS sont restés devant les magasins fermés. Cette action a naturellement suscité un grand intérêt. »
La communauté juive de Nordhausen avait pourtant, dès la veille, par crainte, exprimé dans un communiqué son total désaccord avec les actions anti-allemandes qui se déroulaient dans le monde entier.  
« Avec l'indignation, nous condamnons la propagande abominable contre l'Allemagne faite à l'étranger par des provocateurs irresponsables et le boycott des produits allemands. Nous nous opposerons à chaque instant, et de toutes nos forces aux mensonges dirigés contre l'Allemagne. »
Dans les années qui suivent, une partie de la population juive quitte le pays en raison du boycott économique, de la marginalisation croissante et de la répression. Ils ne sont plus que 303 en 1934, mais encore 386 en 1937 en raison de l'installation de Juifs provenant de petites communautés avoisinantes. Fin octobre 1938, 43 soi-disant Juifs de l'Est, dont les familles Joschkowitz, Gottlieb et Nebenschoss, sont déportés en Pologne.  
Lors de la nuit de Cristal du 9 au 10 novembre 1938, la synagogue est profanée et incendiée, et de nombreux commerces et habitations détenus par des Juifs sont pillés et saccagés. Environ 100 hommes, femmes et enfants sont rassemblés dans la prison et dans la cour de l'hôpital. 67 hommes sont transférés le 10 novembre au camp de concentration de Buchenwald. Le Hazzan Kurt Singer, obligé d'assister aux souffrances infligées à son père, se suicide. Plusieurs hommes meurent dans les jours qui suivent dans le camp. 
Avant les grandes vagues de déportation, environ 180 personnes arrivent à émigrer, principalement vers la Palestine et les États-Unis. Au début de 1942, il ne reste plus que 72 résidents juifs à Nordhausen, qui sont obligés de se regrouper dans les Judenhäusern (maisons des Juifs) situées au 5 et 17 Arnoldstraße, au 12 Sandstraße, au 25 Töpferstraße, au 31 Karolingerstraße, au 12 et 26 Vor dem Kogel, au 16 Rautenstraße et au 4 Markt. Entre avril 1942 et mars 1943, presque tous les habitants juifs sont déportés par trois transports. Seuls restent en ville quelques Mischehe (Juifs ayant épousé une « aryenne »). 
Le mémorial de Yad Vashem de Jérusalem et le Gedenkbuch - Opfer der Verfolgung der Juden unter der nationalsozialistischen Gewaltherrschaft in Deutschland 1933-1945 (Livre commémoratif – Victimes des persécutions des Juifs sous la dictature nazie en Allemagne 1933-1945) répertorient 262 habitants nés, ou ayant vécu longtemps à Nordhausen parmi les victimes juives du nazisme.
En 2004, sont scellées sur les trottoirs de Nordhausen les premières Stolpersteine à la mémoire des victimes principalement juives du nazisme. Placées devant le dernier domicile connu de la victime, elle porte gravée sur une plaque de laiton, son nom, sa date de naissance et si connus le lieu et la date de sa mort. D'autres pierres seront déposées au cours des années suivantes. 
Aujourd'hui, les Juifs de Nordhausen sont réunis au sein de l'association Schalom, et dépendent de la communauté juive du Thuringe située à Erfurt. Ils possèdent un centre de réunion dans la Maison Thomas Mann.

## Histoire de la synagogue

### Les premières synagogues
Une synagogue, dénommée altes Judenhaus (vieille maison des Juifs) ou erstes Judenhaus (première maison des Juifs), existe au Moyen Âge, vers l'an 1300, située dans la Hütersgasse, à l'angle des escaliers du Frauenberg. Elle est transférée ultérieurement dans la rue qui prendra alors le nom de Jüdenstraße (rue des Juifs). Cette nouvelle synagogue, située dans la troisième maison de la rue, du côté est, est alors connue sous le nom de  zweite Judenhaus (deuxième maison des Juifs). Ce transfert est peut-être lié aux émeutes, en 1324, contre le gouvernement des chanoines au cours desquelles la synagogue est pillée et détruite. De même, au cours des persécutions antijuives pendant l'épidémie de peste noire en 1348-1349, la synagogue a probablement été pillée et profanée. 
Au XVe siècle, en 1421, une synagogue est de nouveau mentionnée sous le nom de Judenschule (école des Juifs), sans doute dans la même maison de la Jüdenstraße, où se trouvait la seconde synagogue. Dans l'intervalle, la maison avait été utilisée comme habitation. Cette maison n'existe plus.  

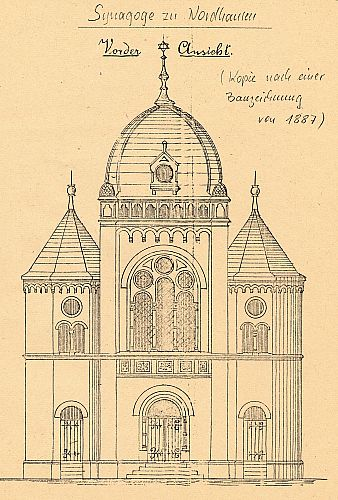
Plan de la façade avant de la synagogue.

### La nouvelle synagogue

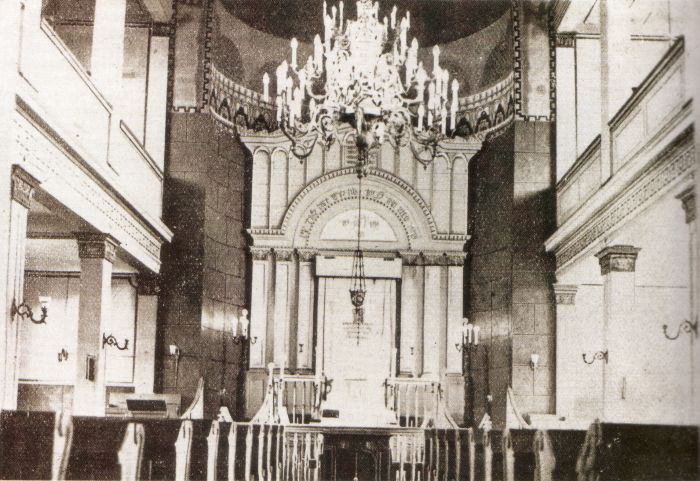
Intérieur de la synagogue.

Au XIXe siècle, une salle de prière est installée au 4 Ritterstraße. En 1839, la communauté juive reçoit l'autorisation royale pour la construction d'une synagogue. La nouvelle synagogue est édifiée de 1843 à 1845, place du Marché aux Chevaux (Pferdemarkt). Elle est inaugurée le 12 septembre 1845 par le rabbin d'État, Dr Levi Herzfeld, originaire d'Ellrich. Son homélie synagogale de consécration est une violente critique du judaïsme de l'époque et un vibrant appel pour la mise en œuvre de réformes globales dans le culte :   
« ...Jusqu'à Mendelssohn, le judaïsme dormait depuis un certain nombre de siècles. Il se rendit compte que les Juifs devaient se cultiver par la diffusion de connaissances utiles et par le rapprochement avec les peuples parmi lesquels ils vivaient. Il traduisit donc les livres de Moïse et des Psaumes en allemand pour que ses coreligionnaires allemands puissent les étudier. Jacobson conduisit alors la voie des réformes en commençant par simplifier les offices et à les ennoblir, et, par l'introduction du sermon en allemand prépara un avenir meilleur.
Maintenant est venu le temps des rabbins décortiqueurs; comme on se forme soi-même, on désire aussi avoir des guides spirituels qui possèdent une bonne culture, qui prêchent en allemand, qui  forcent le respect des Chrétiens etc. Mais peu à peu on voit que de cette façon (à savoir par le biais de demi-réformes dans les offices), le judaïsme se drape seulement dans une parure mortuaire, mais n'est pas de nouveau soulevé par la force vitale qui sommeille en lui...
Si nos futurs écrits religieux prescrivent dix mille petites lois, et que non seulement les inconscients transgressent ces lois, mais aussi de véritables esprits religieux, alors que beaucoup d'entre elles ne peuvent plus être considérées comme sacrées, parce qu'elles reposent sur des jugements erronés, ou même parfois sont d'origine païenne, qu'elles outragent souvent les meilleurs sentiments, de telles lois doivent-elles néanmoins toujours être jugées comme contraignantes et les esprits religieux doivent-elles les pratiquées avec foi  ?... »
En 1867, à la suite d'un don de Nathan Cramer, l'éclairage au gaz est installé dans la synagogue.   
En 1875, la direction de la communauté décide d'introduire de l'orgue et un chœur dans les offices contre l'avis du rabbin de la communauté, Dr Auerbach, qui décide alors, après avoir occupé le poste pendant vingt ans, de donner sa démission. Le magazine Der Israelit, de tendance orthodoxe lui donne raison :  
« Dans notre communauté, un évènement capital a eu lieu ces derniers jours. Par-dessus la tête de notre rabbin, la direction de la communauté a décrété des réformes profondes dans les offices, comme l'introduction de l'orgue, un cycle de trois ans (pour la Lecture de la Torah), etc. La direction a-t-elle cru que Mr. le rabbin Dr Auerbach se plierait aux dispositions d'une direction réformatrice, ou que tout au plus, émettrait une protestation contre ces nouveautés, celle-ci s'est pas mal trompée. Le Dr Auerbach a déclaré dans son sermon lors du dernier chabbat parashiot : Matot et Massei, qu'il ne pouvait pas donner son assentiment aux décisions adoptées. Avec une grande éloquence, le très distingué Dr Auerbach, a expliqué pourquoi ces réformes étaient en violation de la loi religieuse. Depuis vingt ans, il a représenté le principe du respect de la loi dans la communauté locale…
À la fin de son discours mémorable qui a fait grande impression sur tous les auditeurs, le Dr Auerbach a expliqué qu'il ne donnait pas son consentement aux décisions prises, et que dans de telles circonstances, il ne pouvait plus continuer à être rabbin de la communauté et avait donné sa démission après 20 ans de collaboration harmonieuse. »
La direction de la communauté répondra à l'article du magazine Der Israelit par un article dans la revue Allgemeine Zeitung des Judentums du 29 septembre 1875, de tendance réformatrice. Très rapidement, un élève du séminaire rabbinique de Breslau est désigné pour occuper le poste de rabbin vacant à Nordhausen. 
En 1888, la synagogue est entièrement rénovée et agrandie. La nouvelle inauguration par le rabbin Dr Siegmund Gelbhaus se déroule le 17 août 1888, en présence de tous les membres de la communauté et de nombreux chrétiens représentant les différentes instances locales,. 
Heinrich Stern décrit la synagogue dans sa publication Geschichte der Juden in Nordhausen (Histoire des Juifs à Nordhausen) :     
« La synagogue est un bâtiment avec des galeries et un plafond en berceau, terminé à l'est par une conque (voûte à niche). À l'intérieur de cette dernière, se trouve dans l'axe de la salle, ressemblant à un arc de triomphe, le Saint des Saints qui abrite les rouleaux de Torah. Le style architectural de l'avant-corps, rajouté côté ouest, lors de l'extension de 1888, est dans son ensemble roman avec une certaine réminiscence néo-byzantine... »
En 1895, est fêté en grande pompe par le rabbin de l'époque, Dr Schonberger, les cinquante ans de l'inauguration de a synagogue. La synagogue restera pendant encore une quarantaine d'années le centre cultuel, culturel et social de la communauté juive. 
Lors de la nuit de Cristal, du 9 au 10 novembre 1938, la synagogue est détruite. Des hommes du NSFK (Nationalsozialistisches Fliegerkorps) pénètrent dans la synagogue et y déversent des accélérateurs d'incendie avant d'y mettre le feu. Dans le centre communautaire juif situé près de la synagogue, le Hazzan (chantre de la synagogue) Kurt Singer et son père âgé sont molestés. Toutes les pièces du centre sont saccagés et les livres de la bibliothèque du centre jetés dans l'incendie qui embrase la synagogue. Le Hazzan est alors poussé dans la synagogue en flamme et la porte verrouillée, avant d'être libéré quelque temps plus tard à demi-asphyxié.  Les ruines sont restées sept mois debout, avant d'être rasées sur ordre de l'administration de la ville.
En 1988, une plaque commémorative a été installée à l'emplacement de la synagogue à l'intersection Wolfstraße/Pferdemarkt. Non loin de là, se trouve un monument composé de deux stèles avec l'inscription suivante en allemand :   
« Unweit dieser Stelle stand die Synagoge der jüdischen Gemeinde Nordhausen - Geweiht 1845 -
 zerstört unter faschistischer Herrschaft in der Pogromnacht am 9. November 1938.
 Vergesst es nie »
« (Non loin de cet endroit, s'élevait la synagogue de la communauté juive de Nordhausen – inaugurée en 1845 –
 détruite sous le régime fasciste lors de la nuit de Cristal du 9 novembre 1938.
 Ne l'oubliez jamais)  »
En 2008, la Jugendkunstschule (École d'art pour les jeunes) dans le cadre du programme du gouvernement fédéral Jeunesse pour la diversité, la tolérance et la démocratie, contre l'extrémisme de droite, la xénophobie et l'antisémitisme, fait réaliser par des jeunes de 13 à 18 ans une maquette de la synagogue. Cette maquette est exposée dans le hall d'accueil de la mairie.

### Les rabbins de Nordhausen
- de 1856 à 1875 : Dr Samuel Auerbach, né en 1827 à Bonn, décédé en 1884 à Francfort-sur-le-Main. C'est le plus jeune fils du grand-rabbin Abraham Auerbach. Après des études à Darmstadt en compagnie de son frère aîné le rabbin Dr Benjamin Hirsch Auerbach, il part étudier à l'Université de Bonn. Il est nommé en 1856 rabbin à Nordhausen. En 1876, il succède au rabbin Seligmann Fromm à Bad Homburg, mais doit quitter son poste deux ans plus tard pour raison de santé. Il est marié à Klara née Schwab.
- de 1875 à 1883 : Dr David Leimdorfer, né en 1851 à Hliník à l'époque en Hongrie, décédé en 1922 à Hambourg. Après des études dans plusieurs yechivot de Vienne, il est nommé en 1875 rabbin, prédicateur et enseignant de religion à Nordhausen[16] et en même temps rabbin de la principauté de Schwarzbourg-Rudolstadt. En 1883, il est nommé prédicateur principal, puis à partir de 1907 rabbin de la synagogue réformée Israelitischer Tempel de Hambourg.
- de 1883 à 1889 : Dr Siegmund Gelbhaus, né en 1850 à Tysmenytsya en Galicie, décédé en 1928 à Baden, près de Vienne en Autriche. Après des études à Berlin, il est nommé en 1877 rabbin à Carlstadt (Karlovac) en Croatie et en 1883 rabbin à Nordhausen. À partir de 1884, il est aussi rabbin à Immenrode en tant que grand-rabbin de Schwarzbourg-Rudolstadt. En 1889, il quitte Nordhausen pour prendre le poste de rabbin et prédicateur à Prague puis en 1893 à Vienne.
- de 1889 à 1908 : Dr Philipp Schonberger, né en 1867 à Tardoskedd, à l'époque en Hongrie, décédé en 1908 à Nordhausen. Après des études à Berlin, il est nommé en 1880 rabbin à Dessau, puis rabbin de district à Belovar en Croatie. En 1888, il devient rabbin à Pasewalk, et de 1889 jusqu'à sa mort en 1908 il occupe le poste de rabbin à Nordhausen[17].
- de 1909 à 1925 : Dr Alfred Levy, né en 1880 à Wingersheim en Alsace, décédé en 1934 à Bonn. Après des études à Breslau, il occupe le poste de rabbin à Nordhausen de 1909 à 1925, puis à Bonn de 1926 à 1934.
- en 1927 : Dr Gustav Pfingst, né en 1900, décédé en 1957 à Aberdeen, en Écosse. Il étudie à Berlin et est nommé en 1927 rabbin à Nordhausen, et en 1928 rabbin à Oppeln (maintenant Opole) en Haute-Silésie. De 1934 à 1937, à la suite d'une dépression nerveuse, il réside chez ses beaux-parents à Nordhausen. Fin 1938, il émigre en Angleterre, et devient plus tard rabbin à Aberdeen.
- en 1933 : Dr Heinrich Lemle, né en 1909 à Augsbourg, décédé en 1978 à Rio de Janeiro au Brésil. Après des études à Breslau, Berlin et Wurtzbourg, et avoir passé ses examens de rabbin, il exerce comme prédicateur pendant une courte période à Nordhausen en 1933, avant de prendre le poste de rabbin de la jeunesse à Mannheim. De 1934 à 1938, il est rabbin à Francfort, avant d'émigrer fin 1938 en Angleterre. En 1940, il s'installe au Brésil et trouve un poste de professeur à Rio de Janeiro et se consacre activement à de nombreuses organisations juives.